# Sigurdsvodene
Die Sigurdsvodene sind eine isolierte Hügelgruppe im ostantarktischen Königin-Maud-Land. Die Hügel ragen rund 30 km nordwestlich der Drygalskiberge am nördlichen Ende der Otterflya auf.
Norwegische Kartografen, die auch die Benennung vornahmen, kartierten sie anhand von Vermessungen und Luftaufnahmen der Dritten Norwegischen Antarktisexpedition (1956–1960). Namensgeber ist der norwegische Topograf und Polarforscher Sigurd Helle (1920–2013), der Leiter dieser Forschungsreise.